# Francesco Totti
Francesco Totti (Roma, 27 de setembre del 1976) és un exfutbolista italià que jugava a l'AS Roma com a únic equip. Va debutar amb el club de la capital italiana l'any 1993 i va mantenir-se fidel a la samarreta "giallorossa" fins al 2017. En 25 temporades com a jugador romà, Totti va disputar 786 partits i va marcar 307 gols, fita per la qual es va convertir en el màxim golejador de la història del club.
Atleta dotat de gran talent i força física, Totti va jugar sempre a l'AS Roma, de la qual en va ser el capità. És considerat un dels millors jugadors a nivell internacional i es troba a la llista de la FIFA dels 100 millors jugadors en activitat. Creador i finalitzador de joc, pot fer tant de centrecampista com de davanter. La posició on deixa anar més la seva tècnica i la seva qualitat i a la qual s'exhibeix més és com a segona punta darrere el davanter centre. Les seves capacitats de gol davant la porteria són òptimes, ho demostra que a la temporada 2003-2004 va guanyar el trofeu de màxim golejador d'Itàlia i a la 2006-2007, la Bota d'Or, com a màxim golejador de totes les lligues europees de futbol.
Amb la samarreta de la selecció italiana va jugar 58 partits i hi va marcar 10 gols, i va ser campió del món al Mundial d'Alemanya del 2006.
Estava casat amb la showgirl italiana Ilary Blasi, amb qui té dos fills, Christian i Chanel.

## Biografia i carrera esportiva

### Infància
Francesco Totti neix el 27 de setembre de 1976 a Roma, al barri d'Appio Latino, a Porta Metronia (d'aqui el sobrenom "Il ragazzo di Porta Metronia"), la seva mare es diu Fiorella i el seu pare Enzo. Comença a donar els primers cops a la pilota a l'equip del barri, el Fortitudo; més tard pasa al Smit Trastevere (on juga la seva primera lliga per a nens) i el 1986, es passa al Lodigiani per jugar una lliga com a juvenil. És seguit de prop per l'AS Roma i la SS Lazio, equips dels quals rep ofertes. Accepta una oferta de l'AS Roma i amb només 13 anys, entra al sector juvenil de l'equip.

### El seu equip: la Roma

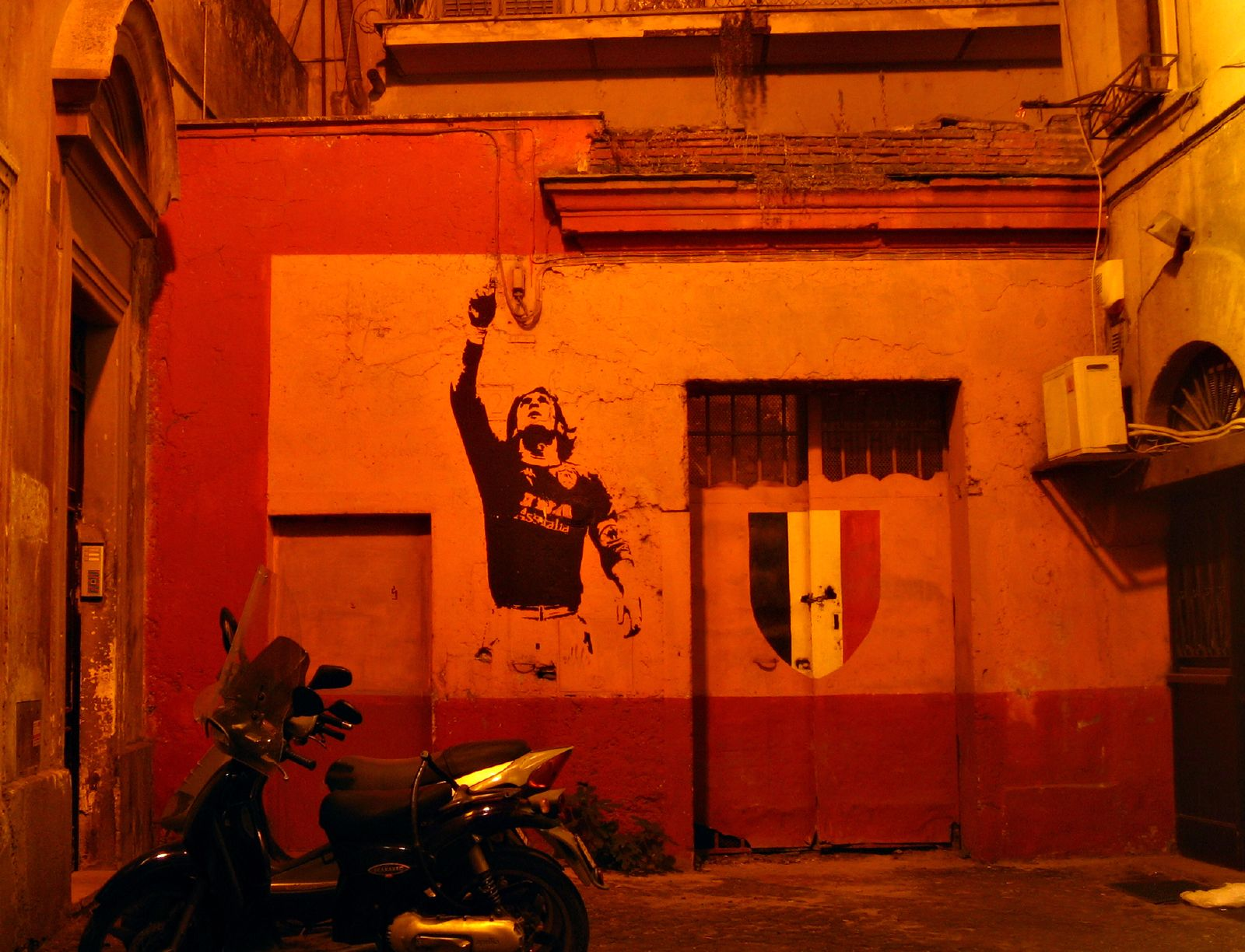
Murals pintats al carrer després de lScudetto guanyat per la Roma.

Després de tres anys als sectors juvenils, el 28 de març del 1993, amb 16 anys, Totti entra per primer cop al primer equip gràcies a Vujadin Boskov, que el fa debutar en els últims minuts del partit AS Roma-Brescia. El seu debut com a titular va ser el 16 de desembre del 1993 en un partit de Coppa Italia en cual l'AS Roma va ser eliminada als penals. El debut com a titular a la lliga va ser el 27 de febrer del 1994 contra la UC Sampdoria.
Durant la temporada 1994/1995, Totti marca el seu primer gol a Serie A, el 4 de setembre del 1994 en un partit contra el Foggia. Durant aquella temporada, va aconseguir 21 presències amb la samarreta romana, marcant un total de 4 gols. Per la temporada següent, Francesco és titular indiscutible.
El 1996 arriba un nou entrenador, Carlos Bianchi, comença per a Totti un període difícil. S'arriba a parlar fins i tot d'una possible cessió a la UC Sampdoria, hipòtesis que van descartar-se perquè finalment qui va marxar de la roma va ser Bianchi i no pas Totti.
El 1997, amb Zeman com a entrenador, Totti fa un gran salt de qualitat: l'esquema ofensiu 4-3-3 del tècnic ressalta les seves característiques tant tècniques com físiques, tant que Totti es converteix en l'autèntic líder i en el símbol de l'equip. El 31 d'octubre del 1998, Aldair li cedeix el braçalet de capità.
El 1993 l'AS Roma conracta a Capello com a entrenador, amb el projecte d'aconseguir un equip comptetitu, però l'AS Roma només aconsegueix ser sisena, tot i això, Totti, aconsegueix ser nominat per l'Associació Italiana de Futbolistes com a jugador italià de l'any.
A la temporada següent les ambicions de l'AS Roma continuen essent grans, i no es desil·lusionen; amb Totti i alguna de les seves noves "adquisicions" (com Batitusta, el 17 de juny de 2001, l'equip es converteix en el Campió d'Itàlia per tercer cop en la seva història. Totti és nominat de nou com a jugador italià de l'any i fins i tot aconsegueix entrar en la llista de la Pilota d'Or (que va guanyar Michael Owen), essent el cinquè classificat. El 19 d'agost de 2001, guanya la primera Supercoppa d'Itàlia de la seva carrera, guanyant a l'Olímpic de Roma a la Fiorentina per 3-0, marcant el tercer gol.
El 3 d'octubre de 2004, durant l'AS Roma-Inter (3-3), amb una falta, Totti marca el seu gol número 100 amb l'AS Roma; dos mesos més tard, el 19 de desembre de 2004, al partit AS Roma-Parma FC (5-1), marca el seu gol número 107, que li permet convertir-se en el millor davanter de la història de l'AS Roma. La seva actuació a l'Eurocopa no va ser gaire bona. Després de ser expulsat al primer partit per escopir a un jugador danès, va ser sancionat per dos partits. Això va significar que Totti ja no jugaria més perquè Itàlia va quedar eliminada a la fase de grups.
A la primavera de 2005 va renovar el seu contracte amb l'AS Roma fins al 2010 amb un sou de 5.400.000 € nets per temporada, convertint-se en l'únic jugador en superar la suma de 2.500.000 € bases establerts pel club. D'aquesta manera, queda virtualment lligat de per vida a l'equip del qual sempre havia estat aficionat.
El 19 de febrer de 2006, al setè minut del partit AS Roma-Empoli, en una intervenció del jugador Vanigli es fractura el peroné i els lligaments del turmell. Operat el mateix dia, Totti efectua una recuperació molt ràpid, reapareixent oficialment al camp al partit de tornada de la Coppa Italia contra l'Inter. Els seus esforços es veuen recompensats quan l'entrenador de la selecció, Marcello Lippi, decideix incloure'l a la llista dels convocats per disputar el Mundial d'Alemanya.

## Palmarès
AS Roma
- 1 Serie A: 2000-01
- 2 Copes italianes: 2006-07, 2007-08
- 2 Supercopes italianes: 2001, 2007

Selecció italiana
- 1 Copa del Món: 2006
- 1 Medalla d'or als Jocs del Mediterrani: 1997
- 1 Campionat d'Europa sub-21: 1996

### Individual
- 1 Bota d'Or: 2006-07 (26 gols)
- 1 Capocannoniere: 2006-07 (26 gols)
- 2 Màxim assistent de la Serie A: 1998-99 (11 assistències), 2013-14 (10 assistències)
- 2 gol de l'any de la Serie A: 2005, 2006
- 2 Millor jugador de la Serie A: 2000, 2003
- 5 Millor jugador italià de la Serie A: 2000, 2001, 2003, 2004, 2007
- 1 Golden Foot: 2010
- 2 Guerin d'Oro: 1998, 2004
- 1 Màxim assistent de la Copa del Món: 2006 (4 assistències)